# Constanța
Constanța er administrativt center i Constanța distrikt i Rumænien. Constanța er Rumæniens vigtigste havneby ved Sortehavet, og har 263.707(2021) indbyggere.
Byen blev grundlagt af grækerne i oldtiden under navnet Tomis. Ovid skrev Tristia og Epistulae ex Ponto, mens han var landsforvist her.
Constanța er et vigtigt centrum for Rumæniens muslimske mindretal.